# Dobrácsapáti
Dobrácsapáti (románul: Apateu) falu Romániában, Szatmár megyében.

## Fekvése
Szatmár megyében, Szatmárnémetitől keletre, a Szamos bal partján fekvő település.

## Története
A település az 1400-as években még két különálló község volt Dobrach és Apathy néven.

### Apáti
Az olcsvai apáturaságé, később egy ideig a praemontrrei kanonokoké volt.
1367-ben Petri Miklós fia: Apáti Petten kapta meg a települést,
1609-ben Dengelegi Miklós és Farkas István királyi adományt kap Apátira.

### Dobrach
A Dobrácsy család faluja volt. A Dobrácsyak egyik ága magát Pálfalvaynak nevezte.
1563-ban Szabó Tamás szerez itt birtokot.
Dobrách valamikor az 1500-as évek végén valószínűleg elpusztult,
1632-ben megjárják a Dobrács és Apáti közötti határt, s 1667-ben Barkóczy János kap királyi adományt Apáti községre és a mellette fekvő Dobrács pusztára.
A 18. században a Barkóczy családé volt, majd Csoba, vagy Csaba családé lett a század végén.
A 19. század első felében a Szent-Katolnai Cseh, Csaba, és Virágh családoké volt.
A 20. század elején Dobrácsapáti gazdája Jékey Zsigmond volt.

## Nevezetességek
- Ortodox temploma 1924-ben épült
- Református temploma 1913-ban készült.